# Futbol'nyj Klub Čajka Pesčanopskoe
Il Futbol'nyj Klub Kryl'ja Čajka Pesčanopskoe (in russo Профессиональный футбольный клуб Чайка Песчанокопское?), meglio nota come Čajka Pesčanopskoe o Čajka è una società calcistica russa con sede nella città di Pesčanopskoe, nel Pesčanokopskij rajon.

## Storia
Fu fondata nel 1997, partendo dai campionati dilettanti. Nel 2003 giunse al secondo posto nel secondo livello dei dilettanti nel Girone dell'Oblast' di Rostov, mentre l'anno seguente vinse il proprio girone della medesima categoria. Nel 2007 arrivò nuovamente secondo nel proprio girone. Dopo una serie di annate con risultati non di rilievo, nella stagione 2015 vinse il proprio girone e ottenne la promozione, ma in realtà fece una doppia salita dato che gli fu accordata la licenza professionistica, che permise alla squadra di disputare la terza serie 2016-2017. Al primo anno tra i professionisti arrivò al quarto posto nel Girone Sud.
Nelle due stagioni successive i risultati migliorarono: arrivarono un terzo posto nel 2017-2018 e la vittoria del campionato 2018-2019, che portò il club in seconda serie. L'impatto con la PFN Ligi fu positivo: la squadra ottenne un decimo posto alla prima stagione e un dodicesimo alla seconda: ciò non bastò a mantenere la categoria perché il club fu sanzionato per uno scandalo di partite truccate legato proprio alla stagione 2018-2019 e retrocesso in terza serie

## Palmarès
- PPF Ligi: 1

2018-2019 (Girone Sud)